# Bep van Klaveren
Bep van Klaveren (* 26. September 1907 in Rotterdam; † 12. Februar 1992 ebenda) war ein niederländischer Boxer. Er wurde im Jahre 1928 Olympiasieger in Amsterdam im Federgewicht und als Berufsboxer Europameister im Leicht- und im Mittelgewicht.

## Leben
Bep van Klaveren wurde als Lambertus Steenhorst als Sohn der unverheirateten Maria Cornelia Steenhorst im Jahre 1907 in Rotterdam geboren. 1916 heiratete seine Mutter den Autohändler Pieter van Klaveren und Lambertus erhielt den Nachnamen seines Stiefvaters. Er wuchs im Rotterdamer Vorort Crooswijk auf und begann als Jugendlicher in der Sportschule von Piet Dieksman mit dem Boxen. Seinen ersten Kampf als Amateur bestritt er als Sechzehnjähriger.
Bep van Klaveren wurde 1928 in Amsterdam Olympiasieger. 1929 trat van Klaveren zu den Berufsboxern über. Er kämpfte zunächst in Europa, vor allem in den Niederlanden und wurde schon 1931 Europameister im Leichtgewicht. 1932 ging er zusammen mit seinem Trainer und Manager Theo Huizenaar in die Vereinigten Staaten. Um im US-amerikanischen Boxgeschäft Fuß fassen zu können, musste er dort in dem US-Amerikaner Patsy Zeuli einen zusätzlichen Manager akzeptieren. Bep van Klaveren kämpfte sich in den USA rasch nach oben und genoss dabei auch den „American Way of Life“. Er lernte viele Hollywoodgrößen von Mae West über Norma Shearer, Spencer Tracy, Bing Crosby bis zu Johnny Weissmüller kennen. Durch seine guten Leistungen verdiente er auch genügend Dollars und heiratete 1935 die Bankierstochter Margarite Olivera. Diese Ehe wurde jedoch bereits 1936 wieder geschieden.
Bep van Klaveren, der einen Kampf um die Weltmeisterschaft anstrebte, wurde von seinem US-amerikanischen Manager Patsy Zeuli ständig hingehalten und auch betrogen. Er kehrte deshalb 1937 nach Rotterdam zurück und gewann 1938 die Europameisterschaft im Mittelgewicht. 1939 ging er aber in die Vereinigten Staaten zurück. Im Jahr 1942 trat er in die US-Luftwaffe ein und wurde als Sergeant in der Ausbildung von Piloten und Flugzeugbesatzungen eingesetzt. Er diente dabei in Neuguinea, Aruba, Surinam und ab 1944 in Australien. Dort heiratete er die Australierin Joan Hogan.
1947 kehrte Bep van Klaveren erneut nach Rotterdam zurück. Doch nach nur anderthalb Jahren in der Heimat zog es ihn wieder nach Australien, wo er bis 1953 lebte, dort aber nicht boxte. Ende 1953 kehrte Bep van Klaveren dann endgültig nach Rotterdam zurück. Er fing, inzwischen schon 46 Jahre alt, erneut mit dem Boxen an und war noch bis 1956 aktiv. 1959 wurde die Ehe mit Joan Hogan geschieden. 1967 heiratete er aber erneut. Seine dritte Frau Anna Maria Arnst war 26 Jahre jünger als er.
Seine letzten Lebensjahre verbrachte Bep van Klaveren als Privatier in Rotterdam. Dort erinnert im Stadtteil Boezemsingel ein im Jahre 1992 von dem Künstler Willem Adolf Verbon errichtetes Standbild an ihn. Er war auch die erste Persönlichkeit, die sich auf dem Walk of Fame Europe mit einem Hand- und einem Faustabdruck verewigen durfte. 1997 wurde in Rotterdam eine Straße nach ihm benannt.

## Werdegang als Boxer

### Amateurlaufbahn
Bep van Klaveren begann 1923 mit dem Boxen. 1926 wurde er erstmals niederländischer Meister im Fliegengewicht. In den Jahren 1927 bis 1929 gewann er die niederländische Meisterschaft im Federgewicht. Zu einem ersten Höhepunkt in der Laufbahn von Bep van Klaveren wurden die Olympischen Spiele 1928 in Amsterdam. Er trat im Federgewicht an und besiegte nacheinander Juan Muñoz Panadez aus Mexiko, Frederick Perry aus Großbritannien, Harold George Devine aus den USA und im Finale Victor Peralta aus Argentinien und wurde damit Olympiasieger. Er ist damit bis heute der einzige niederländische Olympiasieger im Boxen.

### Profilaufbahn
Bep van Klaveren bestritt seinen ersten Kampf als Profi am 29. Juli 1929 in Rotterdam. Er besiegte dabei den Belgier Jules Steyaert im Leichtgewicht nach Punkten. Nach neun weiteren Vorbereitungskämpfen, von denen er acht gewann, boxte er am 18. Februar 1930 in Rotterdam gegen Leen Sanders um die niederländische Meisterschaft im Leichtgewicht und gewann diesen Kampf nach Punkten. 1930 bestritt er auch drei Kämpfe in Südafrika und musste dabei in Johannesburg von dem Einheimischen Len Tiger Smith eine Punktniederlage hinnehmen. Ende 1930 und zu Beginn des Jahres 1931 stand Bep van Klaveren in vier Kämpfen nacheinander deutschen Spitzenboxern gegenüber. Er kämpfte am 30. November 1930 in Hamburg gegen den deutschen Meister Paul Czirson unentschieden, besiegte am 8. Januar 1931 in Den Haag Jakob Domgörgen nach Punkten, gewann am 9. Februar 1931 in Rotterdam im Rückkampf gegen Paul Czirson durch K. o. und kämpfte am 17. Februar 1931 in Berlin gegen Franz Dübbers unentschieden.
Nach einem weiteren Sieg über Leen Sanders am 20. April 1931 in Rotterdam bekam er am 19. Juli 1931 die Chance gegen den Belgier François Sybille um die Europameisterschaft im Leichtgewicht zu boxen. Diesen Kampf gewann Bep van Klaveren durch K. o. in der fünften Runde. Damit war er Europameister im Leichtgewicht. Es gelang ihm dann diesen Titel dreimal zu verteidigen. Am 21. Oktober 1931 in Bristol durch einen Punktsieg über den Engländer Harry Corbett, am 17. November 1931 in Den Haag durch einen Punktsieg über den Belgier Henri Scillie und am 26. März 1932 in Brüssel durch einen Punktsieg über seinen Vorgänger François Sybille.
Am 17. Juli 1932 verlor Bep van Klaveren den EM-Titel durch eine Punktniederlage nach 15 Runden an den Italiener Cleto Locatelli. Ende 1932 ging Bep van Klaveren in die Vereinigten Staaten. Er bestritt dort bis Ende 1936 im Weltergewicht insgesamt 22 Kämpfe, von denen er 15 gewann und zweimal unentschieden kämpfte. Zwei dieser Niederlagen erlitt er im Kampf gegen den Ex-Weltmeister im Weltergewicht Young Corbett III. Siege gelangen ihm unter anderem gegen den mexikanischen Meister Kid Azteca und den kalifornischen Meister Al Manfredo.
Nach seiner Rückkehr nach Europa kämpfte Bep van Klaveren am 11. Juli 1937 in Rotterdam gegen den Deutschen Gustav Eder und verlor durch K. o. in der achten Runde, nachdem er bis zu diesem Zeitpunkt nach Punkten in Führung gelegen hatte. Von dieser Niederlage unbeeindruckt besiegte Bep van Klaveren am 7. Februar 1938 in Rotterdam den spanischen Meister Kid Tunero, am 21. März 1938 in Rotterdam den französischen Ranglistenboxer Jean Simon und am 23. Mai 1938 den griechischen Weltklasseboxer Anton Christoforidis nach Punkten und erkämpfte sich damit das Herausforderungsrecht an den Europameister im Mittelgewicht Edouard Tenet aus Frankreich. Dieser Meisterschaftskampf fand am 17. Juli 1938 in Rotterdam statt und Bep van Klaveren gewann ihn über 15 Runden nach Punkten. Er war damit zum zweiten Mal Europameister, dieses Mal im Mittelgewicht, geworden. Allerdings verlor er diesen Titel schon bei seiner ersten Verteidigung am 14. November 1938 in Rotterdam durch eine Punktniederlage an Anton Christoforidis.
Am 9. März 1939 kämpfte Bep van Klaveren in Berlin gegen Jupp Besselmann unentschieden und am 24. Juli 1939 gelang ihm die Revanche für die Niederlage von 1932 gegen Cleto Locatelli, den er über zehn Runden nach Punkten besiegte. Bei seinem zweiten Aufenthalt in den USA bestritt Bep van Klaveren bis 1942 nur sechs Kämpfe, bei denen er nur gegen Milt Aron verlor. Es wurden von ihm aber keine hochklassigen Boxer besiegt.
Von Ende 1942 bis Mitte 1947 war Bep van Klaveren inaktiv. Nach seiner Rückkehr aus Australien besiegte er am 10. August 1947 in Amsterdam Luc van Dam nach Punkten und wurde damit niederländischer Meister im Mittelgewicht. Er gab diesen Titel am 5. September 1947 allerdings schon wieder an Luc van Dam ab, weil er in der achten Runde wegen einer schweren Augenbrauenverletzung aus dem Kampf genommen werden musste. Diese zweite Etappe in der Profilaufbahn des Bep van Klaveren dauerte bis zum 30. November 1948. Er bestritt in ihr insgesamt 13 Kämpfe, wovon er elf gewann. Von Ende 1948 bis Ende des Jahres 1953 hielt sich Bep van Klaveren wieder in Australien auf, war aber in dieser Zeit wieder inaktiv.

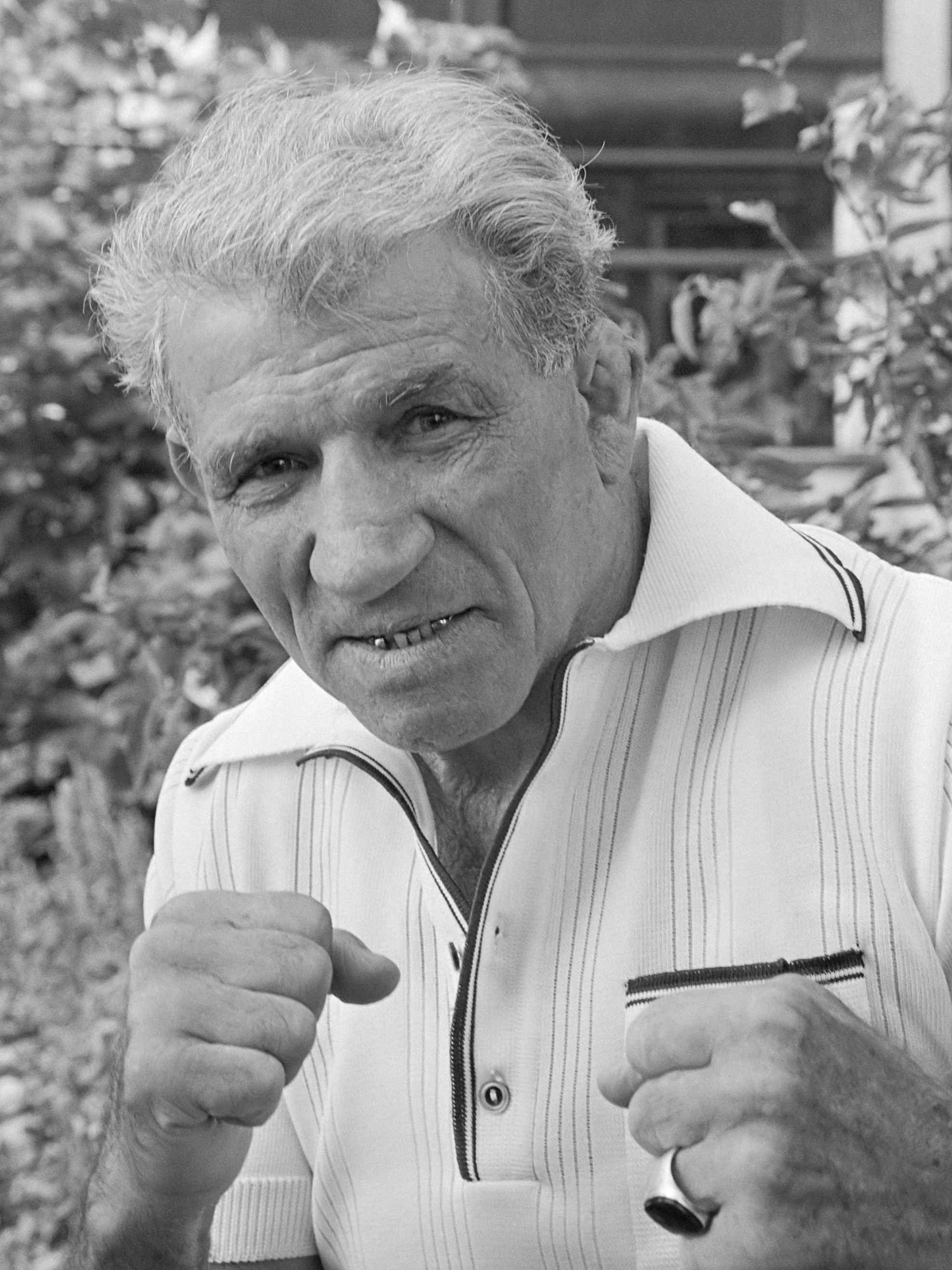
Bep van Klaveren (1982)

Am 17. Januar 1954 startete er dann die dritte Etappe seiner Profilaufbahn. Er war inzwischen fast 47 Jahre alt, aber wegen seiner disziplinierten Lebensweise immer noch in einer hervorragenden körperlichen Verfassung und besiegte an diesem Tag in Rotterdam im Weltergewicht den Italiener Tino Pierluigi nach Punkten. 1955 besiegte er unter anderem den Engländer Terry Ratcliffe und die Deutschen Emil Koch, Freddi Teichmann, Herbert Gläser und Horst Garz. Am 28. November 1955 bestritt Bep van Klaveren seinen letzten Meisterschaftskampf. Er kämpfte gegen den amtierenden Europameister Idrissa Dione aus Frankreich in Rotterdam um den europäischen Titel im Weltergewicht. Der über 20 Jahre ältere Bep van Klaveren ging dabei mit Idrissa Dione über die volle Kampfzeit von 15 Runden und verlor nur nach Punkten. Am 19. März 1956 bestritt er in Rotterdam gegen den deutschen Weltergewichtsmeister Werner Handtke seinen letzten Kampf, in dem er wiederum Pech hatte und wegen einer Augenbrauenverletzung aus dem Kampf genommen werden musste. Nach diesem Kampf beendete Bep van Klaveren seine Boxerlaufbahn endgültig.
Bep van Klaveren, der in seiner Heimatstadt Rotterdam ungewöhnlich populär war, ist dort unvergessen und war wahrscheinlich einer der besten niederländischen Boxer, die jemals im Ring standen.